# كزافييه إبراهام
كزافييه إبراهام (بالإسبانية: Xavier Abraham)‏ هو بائع كتب ومصفف الشعر وشاعر إسباني، ولد في 3 ديسمبر 1945 في ميورقة في إسبانيا.